# About Time (Pennywise)
About Time è il terzo album del gruppo skate punk Pennywise, pubblicato nel 1995 da Epitaph Records. Questo è l'ultimo album dove nella formazione è ancora presente il bassista Jason Thirsk prima del suo suicidio, avvenuto il 29 luglio 1996.

## Tracce
1. Peaceful Day – 2:52
2. Waste of Time – 2:18
3. Perfect People – 3:04
4. Every Single Day – 2:39
5. Searching – 2:55
6. Not Far Away – 2:52
7. Freebase – 2:41
8. It's What You Do with It – 2:25
9. Try – 2:32
10. Same Old Story – 2:42
11. I Won't Have It – 2:30
12. Killing Time – 2:37

## Formazione
- Jim Lindberg - voce
- Fletcher Dragge - chitarra e voce d'accompagnamento
- Jason Thirsk - basso e voce d'accompagnamento
- Byron McMackin - batteria

## Classifiche
| Anno | Classifica        | Posizione |
| ---- | ----------------- | --------- |
| 1995 | The Billboard 200 | 96        |